# Nouveau Livre des Tang
Le Nouveau Livre des Tang (chinois simplifié : 新唐书 ; chinois traditionnel : 新唐書 ; pinyin : Xīn Tángshū ; Wade : Hsin T'angshu) est un travail classique sur l'histoire de la dynastie Tang édité par Ouyang Xiu, Song Qi (宋祁) et d'autres fonctionnaires érudits de la dynastie Song. L'empereur Song Renzong commande en effet une révision de l'ancien Livre des Tang en 1044. Le Nouveau livre est alors présenté au souverain en 1060. Il prend le nom de Nouveau afin de pouvoir le distinguer de son prédécesseur. Il est par la suite introduit dans les Vingt-Quatre Histoires.

## Contenu
Ouyang Xiu évoque régulièrement le principe de raison dans l'évaluation des récits historiques et écarte tout registre contenant des éléments de mythe ou de superstition. Par contre, Xiu et Qi n'apprécient guère le style de prose fleurie de la dynastie Tang, qui est connu sous le nom de pianwen et qui est a base de phrases accouplées, au caractère souvent artificiel et recherché. Étant attaché au style de prose à l'ancienne, ou guwen, ils réécrivent les passages qu'ils citent dans leur livre en suivant ce style. Toutefois, certains des changements qu'ils opèrent font plus de mal que de bien car ils rendent certaines phrases difficiles à comprendre.

### Biographies
Les biographies de quatre femmes font leur apparition dans ce nouveau livre, alors qu'elle n'étaient pas présentes dans le premier Livre des Tang. Ces femmes tuent ou s'estropient de façons horribles, ce qui constitue un exemple censé être dissuasif pour les lecteurs contemporains. Parmi ces rajouts, on peut citer l'histoire de Madame Lu, qui s'arrache ses propres yeux pour assurer à son mari souffrant qu'il n'y aura pas de second mari après lui. Les biographies de 35 hommes extrêmement filiaux et fraternels sont également ajoutées à l'ouvrage. Ces hommes n'ont cependant pas recours aux mutilations extrêmes décrites dans les biographies féminines.